# Ihar Babkou
Ihar Babkou (biał. Ігар Бабкоў, ur. 1964 w Homlu) – białoruski poeta, prozaik, eseista, filozof i tłumacz.

## Życiorys
Absolwent Białoruskiego Uniwersytetu Państwowego, w latach 80. związany z undergroundowymi grupami Babilon i Tutejsi. Długoletni redaktor pisma „Frahmenty”. Wykładał na Białoruskim Uniwersytecie Państwowym w Mińsku, gdzie zajmował się teorią postkolonialną i historią filozofii. Jest członkiem Białoruskiego PEN Clubu.
Wydał tomy wierszy Solus Rex (1992), Hieroj vajny za prazrystas’c’ (1998) i Zasynac', praczynacca, sluchac' halasy ryb (2009), powieść Adam Kłakocki i jego cienie (2001), zbiór esejów Królestwo Białoruś. Interpretacja ru(i)n (2005) i monografię Filasofija Jana Snjadeckaha (2002).
Tłumaczył utwory Jamesa Joyceʼa, J.D. Salingera, Williama Butlera Yeatsa i Paula Celana.
Jest laureatem nagrody literackiej im. Jerzego Giedroycia (2014). Otrzymał nagrodę Towarzystwa Wolnych Literatów Gliniany Wiales (1992) i nagrodę Załataja Litara (2005). Polskie wydanie powieści Babkoua Adam Kłakocki i jego cienie znalazło się w finale Literackiej Nagrody Europy Środkowej „Angelus” 2009.

## Polskie tłumaczenia
- Królestwo Białoruś. Interpretacja ru(i)n, wyd. KEW, Wrocław 2008, ISBN 978-83-89185-85-3
- Adam Kłakocki i jego cienie, wyd. Oficyna 21, Warszawa 2008, ISBN 978-83-917228-9-3